# Myōkō (Niigata)
Myoko (妙高市 -shi) é uma cidade japonesa localizada na província de Niigata.
Em 2005 a cidade tinha uma população estimada em 38 899 habitantes e uma densidade populacional de 87,31 h/km². Tem uma área total de 445,52 km².
Recebeu o estatuto de cidade a 1 de Novembro de 1954.